# Boku to kanojo to kanojo no ikiru michi
Boku to kanojo to kanojo no ikiru michi, in inglese conosciuto anche come The Way We Live, è un dorama stagionale invernale in 12 puntate di Fuji TV mandato in onda nel 2004.
Fa parte di una trilogia: l'anno precedente, sempre la Fuji TV aveva trasmesso un altro dorama intitolato semplicemente Boku no ikiru michi, con lo stesso protagonista maschile ma altre attrici e che racconta una storia diversa ma sempre nello stesso filone di dramma familiare-sociale. La serie è completata dal dorama del 2006 intitolato Boku no Aruku Michi.

## Trama
Un giorno, senza alcun preavviso di sorta, Kanako fa sapere al marito che desidera immediatamente divorziare da lui. L'uomo, com'è facile immaginarsi, è preso del tutto alla sprovvista, in quanto era sempre stato certo d'essere un buon marito: cosa è accaduto, così di colpo, da costringere la donna ad una scelta così radicale? Senza degnarlo d'alcuna spiegazione, lei raccoglie le sue cose e se ne va, lasciando in eredità al marito solamente la loro figlioletta di poco più di 7 anni.
Ha inizio così per Tetsuro una nuova vita da single assieme alla piccola Rin. Ma i problemi non mancano; in casa rimane una certa aria di tensione impalpabile in quanto Tetsuro non è certo abituato a svolgere i lavori domestici, né ad accudire come si deve la figlia. A malincuore in un primo momento l'uomo cerca d'adattarsi per quanto più gli è possibile, fino a quando, oramai stressato, inizia a prendersela con Rin.
La piccola incompresa in casa si chiude in se stessa, solo la sua giovane insegnante sembra aver capito veramente la sofferenza che cova al suo interno. A partire da questo momento i vari personaggi dovranno fare i conti con la propria coscienza, i propri sensi di colpa ed imperfezioni umane, cercando di migliorare al contempo i propri sentimenti nei confronti del prossimo.

## Personaggi
Tetsuro
un impiegato di banca, un uomo confuso e non molto capace come padre
Kanako
moglie di Tetsuro, insoddisfatta di sé come donna e sentendosi irrealizzata, molla il marito e se ne va di casa. 
Rin
si trova travolta dalle scelte degli adulti, essendo poi costretta a pagarne le conseguenze sulla sua pelle
Yura
una giovane donna che prova ad ascoltare e a capire i veri e più autentici bisogni di Rin
Koji e Hajime
colleghi di lavoro di Tetsuro
Mami
collega di Tetsuro e sua ex fiamma
Yoshiro
padre di Tetsuro
Minako
madre di Kanako
Rota
amica di Yura al college